# حزب الشعب (أوكرانيا)
حزب الشعب (بالأوكرانية: Наро́дна Па́ртія), حزب سياسي أوكراني تم تسجيل الحزب رسميا في (1996)